# Telegrama de Hermann Göring
O Telegrama de Hermann Göring foi uma mensagem enviada por Hermann Göring, chefe da Luftwaffe e sucessor designado de Adolf Hitler como líder da Alemanha nazista, que pedia permissão para assumir a liderança do regime em ruínas em 23 de abril de 1945. O telegrama causou uma fúria em Hitler e a retirar imediatamente Göring do poder e nomear novos sucessores, Joseph Goebbels e Karl Dönitz, como chanceler e chefe de estado, respectivamente.

## Descoberta pós-guerra

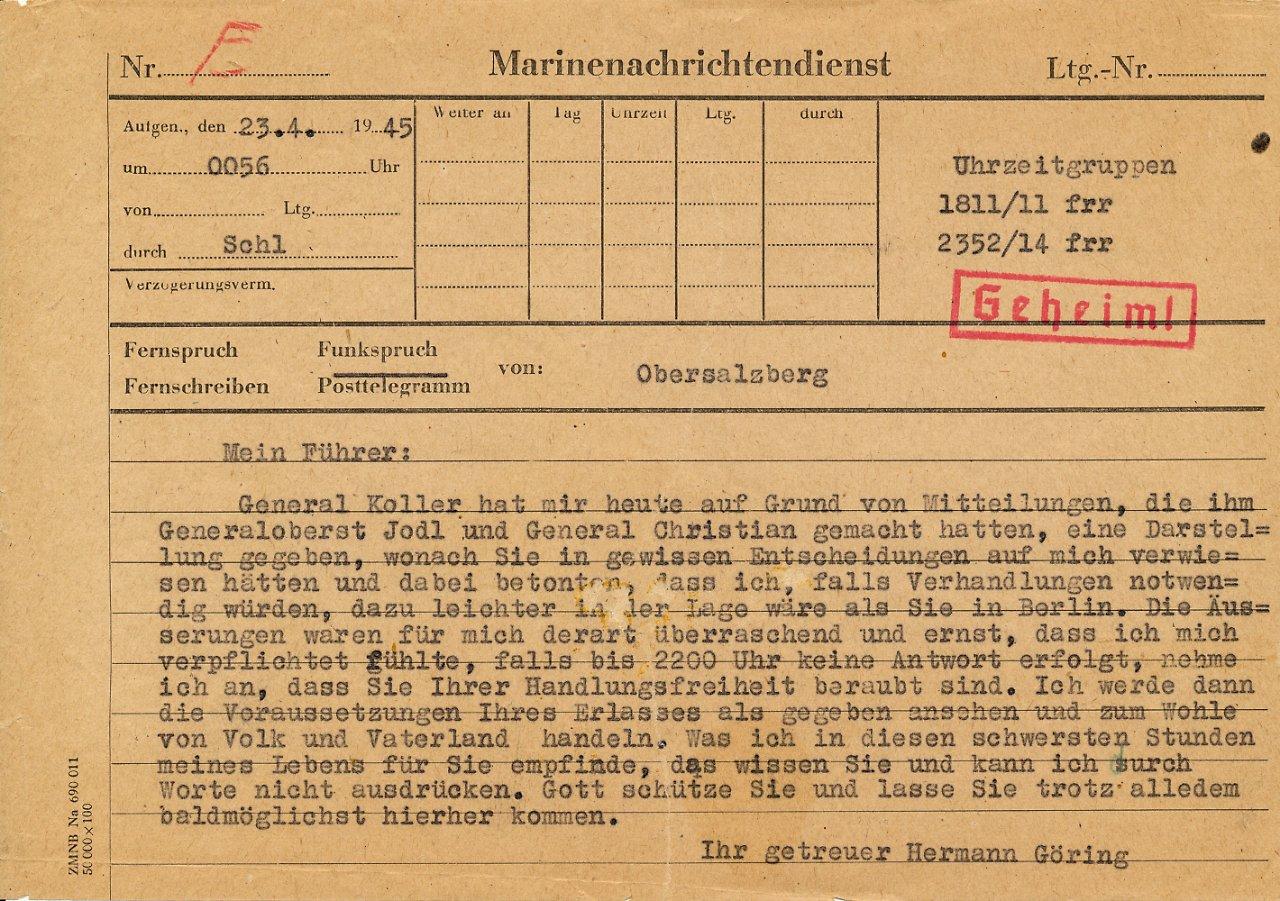
A cópia encontrada pelo Capitão Bradin

Ao ser recebido no Führerbunker, o telegrama Göring foi digitado em um formulário Marinenachrichtendienst (Inteligência Naval) com uma cópia carbono e classificado como "Geheim !" (Segredo!). Após a captura soviética de Berlim, as autoridades americanas entraram no Führerbunker e retiraram papéis e documentos, que foram analisados por historiadores.
Em julho de 1945, o capitão Benjamin M. Bradin entrou no Führerbunker e descobriu uma cópia original do telegrama, marcada com um 'F' em um grupo de papéis de Hitler; a cópia foi dada anos depois a Robert W. Rieke, um professor de história na Cidadela.